# Palais d'Orléans
Palais d'Orléans (česky Orleánský palác) je stavba v Paříži na Avenue du Maine č. 198 ve 14. obvodu. Budova byla postavena v letech 1875-1903 a fasáda je inspirována italskou renesancí. Sídlí zde ředitelství odborové organizace Confédération générale du travail - Force ouvrière (Všeobecná konfederace práce - Dělnická síla) a budova má význam v historii odborového hnutí ve Francii.
V roce 1991 byly části stavby (slavnostní sál a interiéry) zahrnuty mezi historické památky, ale tento zápis byl zrušen rozhodnutí pařížského správního soudu ze dne 10. června 1993.